# Понор-Кореницький
44°44′ пн. ш. 15°46′ сх. д. / 44.73° пн. ш. 15.76° сх. д.
Понор-Кореницький (хорв. Ponor Korenički) — населений пункт у Хорватії, у Лицько-Сенській жупанії у складі громади Плитвицька Єзера.

## Населення
Населення за даними перепису 2011 року становило 3 осіб.
Динаміка чисельності населення поселення:

## Клімат
Середня річна температура становить 7,70 °C, середня максимальна – 21,79 °C, а середня мінімальна – -8,28 °C. Середня річна кількість опадів – 1348 мм.
| Клімат поселення                              | Клімат поселення | Клімат поселення | Клімат поселення | Клімат поселення | Клімат поселення | Клімат поселення | Клімат поселення | Клімат поселення | Клімат поселення | Клімат поселення | Клімат поселення | Клімат поселення | Клімат поселення |
| Показник                                      | Січ.             | Лют.             | Бер.             | Квіт.            | Трав.            | Черв.            | Лип.             | Серп.            | Вер.             | Жовт.            | Лист.            | Груд.            |                  |
| Середній максимум, °C                         | 5,32             | 6,31             | 9,54             | 13,50            | 18,49            | 21,75            | 21,79            | 21,34            | 17,45            | 13,00            | 7,75             | 3,87             |                  |
| Середня температура, °C                       | −1,48            | −0,5             | 2,73             | 6,71             | 11,68            | 14,94            | 17,31            | 16,86            | 12,97            | 8,54             | 3,28             | −0,61            |                  |
| Середній мінімум, °C                          | −8,28            | −7,28            | −4,08            | −0,1             | 4,89             | 8,15             | 12,84            | 12,38            | 8,48             | 4,06             | −1,2             | −5,08            |                  |
| Норма опадів, мм                              | 93               | 97               | 103              | 116              | 103              | 105              | 81               | 92               | 126              | 141              | 162              | 129              |                  |
| Середньомісячна швидкість вітру, м/с          | 2.04             | 2.15             | 2.39             | 2.32             | 2.16             | 1.93             | 1.86             | 1.76             | 1.86             | 2.01             | 2.17             | 2.26             |                  |
| Середньомісячна сонячна радіація, кДж/м²·день | 4565             | 7224             | 10710            | 15143            | 19242            | 21161            | 22879            | 19742            | 14589            | 9380             | 5010             | 3822             |                  |
| --------------------------------------------- | ---------------- | ---------------- | ---------------- | ---------------- | ---------------- | ---------------- | ---------------- | ---------------- | ---------------- | ---------------- | ---------------- | ---------------- | ---------------- |
| Джерело:                                      |                  |                  |                  |                  |                  |                  |                  |                  |                  |                  |                  |                  |                  |